# Papiro 29

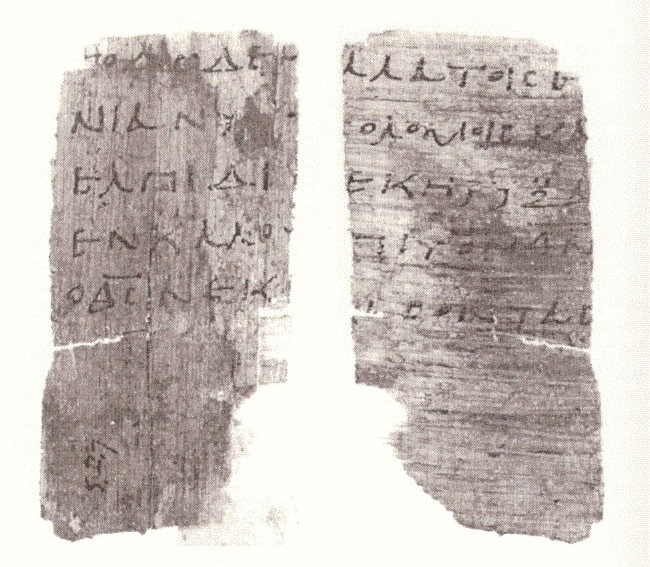
El ^{29}, contiene parte de Hechos 26:7-8 y 26:20.

El Papirus 29 (en la numeración Gregory-Aland), designado como el {\displaystyle {\mathfrak {P}}}29, es una copia antigua de una parte del Nuevo Testamento en griego koiné. Es un manuscrito en papiro de los Hechos de los Apóstoles, contiene únicamente Hechos 26:7-8 y 26:20. El manuscrito ha sido asignado paleográficamente a principios del siglo III.

## Descripción
Solamente se preservan fragmentos del códice de los textos Hechos 26,7-8.20. El tamaño original de cada hoja era de 17 a 27 cm. El texto está escrito en una columna por página y 38 a 41 líneas por página.

## Texto
El texto griego de este códice es muy corto para establecerlo en una familia. Grenfell y Hunt mostraron su coincidencia con el Códice de Beza, 1597, y algunos manuscritos en latín antiguo. Según Aland este tiene un "texto libre" y fue ubicado por él en la Categoría I. Según Bruce M. Metzger y David Alan Black el manuscrito puede ser considerado como tipo textual occidental, pero Philip Comfort afirmó que «el fragmento es muy pequeño para asegurar su carácter textual.»
Es un testimonio importante del texto occidental en Egipto, antes de la aparición de los grandiosos códices.

## Historia
El manuscrito fue descubierto en Oxirrinco por Grenfell y Hunt, ellos publicaron el texto en 1915. En la lista de manuscrito encontrados en Oxirrinco se posicionó con el número 1597. Aland lo fechó al siglo III, Comfort a finales del siglo III.
Actualmente está guardado en la Biblioteca Bodleiana, Gr. bibl. g. 4 (P) en Oxford.

## Lectura adicional
- B. P. Grenfell & A. S. Hunt, Oxyrynchus Papyri XIII, (Londres 1919), pp. 10-12.